# Dragon Age: Inquisition
Dragon Age: Inquisition es un videojuego de rol y acción desarrollado por BioWare y publicado por Electronic Arts. Es la secuela directa de Dragon Age: Origins y Dragon Age II, lo que hace de este título el tercer juego de la franquicia Dragon Age.

## Juego
Bioware planea fusionar elementos de los dos primeros juegos de la serie, Dragon Age: Origins y Dragon Age II, en la creación de Dragon Age: Inquisition. El juego contará con ambientes mucho más grandes que permitirán al jugador explorar el mundo más libremente.
Bioware ha confirmado que varias de las razas jugables regresarán, tanto en versiones masculinas como femeninas. Los jugadores podrán jugar como humano, enano o elfos, tal y como era posible en Dragon Age: Origins. Además, los Qunari también serán una raza jugable.
No obstante, se espera que el combate sea algo diferente de sus predecesores y se enfoque más en la habilidad del jugador para prepararse, posicionarse y formar un equipo cohesionado, lo que requerirá menos acciones repetitivas con el mouse pero mejor preparación. La vista táctica también regresará para las cinco plataformas en Dragon Age: Inquisition, dado que antes era exclusiva para la versión de PC en Dragon Age: Origins, y que fue quitada en Dragon Age II.
El aspecto del romance en el juego será cambiado por completo. A diferencia del anterior sistema de Bioware que se basaba en entrega de regalos y diálogos, el romance tendrá lugar en reacción a eventos y variables específicas de cada personaje, las cuales culminarán en escenas sexuales "maduras y de buen gusto".
Los desarrolladores prometieron a los seguidores del juego que, a diferencia de los anteriores títulos, las decisiones hechas a lo largo de la serie tendrán un impacto más grande en la historia y que el jugador tendrá más control sobre su experiencia en el juego.
La personalización será expandida en Inquisition. Los desarrolladores han hablado principalmente de como el equipamiento de los personajes sería manejado con los miembros del grupo. Describieron una situación en la que el jugador encontraba una coraza y decidía dársela a un miembro del grupo; dependiendo que miembro del grupo la recibía, la coraza se adaptaría automáticamente a su forma y estilo para que esta encaje bien con un personaje en particular al mismo tiempo que mantendría su identidad. También mencionó que la personalización de armaduras iría incluso hasta la alteración de su color y patrón.
Los jugadores también podrán personalizar sus fuertes que podrán ser personalizados para espionaje, comercio o poderío militar, dependiendo del tipo de fuerte que el jugador haya escogido. El jugador también recibirá una serie de opciones que afectarán el área alrededor del fuerte, como la construcción de estatuas o cubriendo escapes. No obstante, parece que el jugador no tendrá suficientes recursos para todas las opciones disponibles, ya que los recursos de la Inquisición son limitados.
Laidlaw confirmó que existirá alguna manera para que los jugadores importen sus partidas guardadas de los primeros dos juegos a Dragon Age: Inquisition "para acomodar la consistencia en el mundo".
Ray Muzkya, el exdirector Ejecutivo de Bioware, dijo en una entrevista para Wired que Dragon Age: Inquisition tendría una mayor influencia de juegos de mundos más abiertos, como The Elder Scrolls V: Skyrim, algo que BioWare está "observando con mucha atención". Además, los desarrolladores prometieron a sus seguidores que no volverán a reutilizar ambientes, algo que fue considerado como una de las mayores falencias de Dragon Age II. Sobre la naturaleza más abierta del mundo del juego, BioWare ha indicado que han tomado a Skyrim como inspiración, pero que no será un juego tan abierto.
Los jugadores podrán obtener influencia en áreas del mundo capturando fuertes o torreones. Esto se logra derrotando a los ocupantes del torreón o fuerte. Una vez la Inquisición tiene una base en el área, nuevas áreas se abrirán y se harán disponibles para el jugador. Estas áreas puede que hayan estado bloqueadas antes, por obstáculos como gases peligrosos. Al abrir estas áreas los jugadores no sólo podrán explorar un área en su totalidad, sino que también podrán visitar lugares y completar misiones que anteriormente no estaban disponibles.
Inquisition también traerá consigo dos formas de combate. El primero tiene elementos que se encuentran en la mayoría de los juegos de rol de acción, entre ellos Dragon Age II. Este sistema está basado en la acción y sigue al jugador con la típica perspectiva sobre el hombre en tercera persona. El segundo es más cercano al estilo de RPGs antiguos, incluido Dragon Age: Origins. Este sistema de combate permite a los jugadores pausar el juego, asignar ubicaciones y órdenes a los personajes en sus grupos y luego resumir el juego para ver como se desarrolla la estrategia. Durante el uso de este segundo sistema de combate más estratégico, la cámara será más parecida a una vista desde el cielo, en lugar de la usual perspectiva en tercera persona sobre el hombre del sistema de combate de acción. Este sistema es llamado la Vista Táctica y también permite al jugador colocar trampas mientras el juego está pausado.
Las elecciones del jugador tendrán un rol más importante en Inquisition debido a que los jugadores controlarán al líder de la Inquisición, el Inquisidor. Esto quiere decir que las elecciones que los jugadores realicen puede que hagan inaccesibles misiones o regiones completas del juego. Un ejemplo de esto sería la destrucción de una aldea, lo que significaría que esta área aún estaría accesible, pero el contenido asociado a este lugar ya no se pudiere acceder. Esto también quiere decir que si había áreas que antes no estaban abiertas, se pueden acceder a través de la captura de fuertes o torreones.
Un video de la versión pre-alfa de Inquisición tenía una brújula similar a la de Skyrim encima del HUD. Esta navegación mostraba los lugares descubiertos además de las áreas que aún podían ser encontradas. Los lugares no descubiertos eran representados con un signo de pregunta (?) en la barra de navegación. Demos posteriores mostraron un regreso al formato del minimapa más tradicional.
Como el Inquisidor, los jugadores también deberán decidir como desplegar agentes y tropas de la Inquisición. Esto incluye replegarse de ataques de enemigos. El juego también contará con ambientes destruibles, permitiendo a los jugadores destruir puentes de madera, puertas, cajas, etc. para deshacerse más fácilmente de sus enemigos.
Las diversas regiones que componen el mundo del juego no escalan en nivel. Tiene un nivel fijo, lo que quiere decir que los jugadores o serán demasiado débiles o demasiado fuertes para los monstruos de la región.

## Sinopsis

### Escenario
Dragon Age: Inquisition tendrá lugar en el continente de Thedas, el mundo fantástico en el que tienen lugar los dos juegos anteriores. El juego cubrirá más territorio que sus predecesores, con un mapa siendo descrito como unas cuatro o cinco veces más grande que Ferelden, el escenario del primer juego de la serie. Los desarrolladores dijeron que el próximo juego probablemente sería más "francés", lo que los fanes reconocen como la tierra de Orlais. Siguiendo los eventos descritos en las novelas suplementarias Dragon Age: Asunder y The Masked Empire, una guerra civil entre los realistas de la emperatriz y una poderosa facción noble liderada por su primo, el Gran Duque Gaspard, se desató en Orlais. Al mismo tiempo, el Círculo de Magos se ha descontrolado, en parte debido a los eventos de  Dragon Age II, y la Orden de Templarios se separó de la capilla para luchar su propia guerra civil contra los magos.
El área que se podrá visitar en Inquisition es mucho más grande que tanto Dragon Age: Origins como Dragon Age II, y se dice que cubrirá dos países y la tierra entre medio. Los países son Ferelden (de Dragon Age: Origins) y Orlais, con una tierra conocida como Dales ubicada en medio de los dos.

### Trama
El director creativo Mike Laidlaw confirmó que la trama principal de Dragon Age: Inquisition será "salvar al mundo de sí mismo". La historia en Dragon Age: Inquisition será mucho más abierta en contraste con los juegos anteriores, en donde las historias eran más lineales. Tratará principalmente de una guerra civil entre magos y templarios, las bases de la cual forma la trama principal de Dragon Age II.
Según el escritor de Dragon Age David Gaider, la historia del primer guardia gris "ha concluido" y la historia de Hawke, el protagonista del segundo juego, seria concluida en un futuro a través de material descargable para Dragon Age II, aunque luego BioWare anunció que ya no habría más de este tipo de contenido para dicho juego. Es por eso que, al igual que en los juegos anteriores, Dragon Age: Inquisition presentará a un nuevo protagonista. Se ha confirmado que el personaje tendrá diálogo hablado completo y contará con la rueda de diálogo de Dragon Age II. No obstante, en un tuit, el empleado de BioWare Mike Laidlaw mencionó que el jugar con un personaje diferente "no quiere decir que tu personaje antiguo nunca volverá a aparecer en juegos futuros", lo que podría indicar que el jugador llegue a conocer a los protagonistas originales.
En su carta a abierta a la comunidad de BioWare, el productor ejecutivo Mike Darrah dijo, "No hablaremos sobre la historia del juego por el momento. Pero ustedes pueden adivinar sobre que tratará basándose en el título".
El 20 de julio, Gaider sugirió que el hijo de Morrigan (cuya existencia depende de las elecciones del jugador en Dragon Age: Origins) tendría "más que solo una referencia casual" en la trama del nuevo juego.
El 1 de julio se anunció que Inquisition contaría con el primer personaje masculino jugable abiertamente homosexual en la historia de BioWare: un mago llamado Dorian. Fue descrito por David Gaider (escritor del juego) que el crear a Dorian fue una "experiencia muy personal". Gaider dijo que "Dorian es un paria -por elección propia, pero solo en el sentido que escogió no vivir según las expectativas de su sociedad. Hay muchos aspectos sobre esto que disfruté explorar, y los cuales no tuve la opción de hacer con otros personajes".
El jugador tomará el rol del Inquisidor y liderará las fuerzas de la Inquisición. Como el líder de esta, el jugador puede tomar elegir cursos de acción y tomar decisiones como elegir estacionar fuerzas en un área capturando fuertes o torreones. Una vez capturados, nuevas secciones de un área se hacen disponibles para permitir mayor exploración, nuevas misiones y premios. Entre los grupos que la Inquisición enfrenta se encuentran los Templarios Rojos y Venatori.

## Desarrollo
Dragon Age: Inquisition fue anunciado por primera vez en forma informal en Twitter, el 19 de mayo de 2011, por el director Creativo en Jefe de BioWare Alistair McNally.
El 19 de marzo de 2012, casi dos semanas después de que BioWare lanzara Mass Effect 3, el director Creativo Mike Laidlaw dijo en un tuit que habían terminado de producir contenido para Dragon Age II. El Productor Ejecutivo Mark Darrah mencionó que BioWare originalmente tenía planes para una expansión, titulada "Exalted March", que marcaría el primer aniversario de Dragon Age II pero la canceló para hacer tiempo para desarrollar otras oportunidades en la serie. Aunque Dragon Age: Inquisition aún no había sido anunciado en forma oficial,  Darrah preguntó a los fanes que le den opiniones sobre lo que les gustaría ver futuras ediciones de Dragon Age. En septiembre de 2012, Mark Darrah, el productor ejecutivo de Dragon Age, reveló en una carta abierta que Dragon Age III, titulado Dragon Age III: Inquisition, se encontraba oficialmente en desarrollo y que lo había estado desde aproximadamente dieciocho meses antes de este anuncio.
El analista de Wedbush Securities Michael Pachter especuló que Dragon Age: Inquisition sería lanzado en algún momento de 2014. El título se creía sería programado para un lanzamiento en el cuarto trimestre de 2013, pero Pachter sugirió que había sido retrasado para que BioWare y la distribuidora Electronic Arts pudiera arreglar problemas y crear más contenido para Star Wars: The Old Republic y Mass Effect 3. No obstante, muchos desarrolladores de BioWare, entre ellos Mary Kirby, afirmaro que esto no era cierto, diciendo que "el desarrollo de Dragon Age III no se vería retrasado por otros juegos de BioWare".
En el E3 2013, se anunció junto con el tráiler que el juego debutaría en el otoño de 2014 y que el título oficialmente sería Dragon Age: Inquisition, quitando el "III".
Más adelante en ese mismo año, se confirmó que la plataforma de desarrollo principal era la PC. El 6 de marzo de 2014, BioWare publicó un tráiler para Dragon Age: Inquisition titulado Discover the Dragon Age, mostrando más de los paisajes que podrán ser explorados en el juego.
El 22 de abril de 2014, BioWare publicó otro tráiler del juego que incluía capturas del juego en sí y confirmó su lanzamiento para el 7 de octubre de 2014. El 9 de junio de 2014, en el E3 2014, BioWare lanzó un tercer tráiler titulado Lead Them or Fall, revelando más elementos de la historia. El 22 de julio de 2014, la fecha de lanzamiento fue trasladada para el 18 de noviembre de ese mismo año.

### Multijugador
El 27 de agosto de 2014, BioWare anunció que Dragon Age: Inquisition incluiría un modo multijugador cooperativo para cuatro jugadores que estaría separado del modo de un jugador.

## Recepción antes de su lanzamiento oficial
Los comentarios sobre Dragon Age: Inquisition antes de su lanzamiento han sido en su mayoría positivos. Jason Schrier de Kotaku tuvo una muy buena primera impresión, y resaltó la aparente ambición del juego y la habilidad de BioWare de escuchar a sus fanes. GamesRadar incluyó al juego como el segundo mejor en su lista de los mejores juegos del PAX 2013, comentando sobre su mundo abierto y sistema de combate. John Walker de Rock, Paper, Shotgun se mostró satisfecho al escuchar que la visión aérea estaba regresando; luego de jugar el demo dijo que se sentía "optimista, pero desinformado". Kimberley Wallace de Game Informer lo incluyó en su lista de RPGs más anticipados del 2014, diciendo que "Dragon Age: Inquisition tenía mucho que probar luego de que BioWare recibiera mucha retroalimentación de sus fans decepcionados con Dragon Age II".

## Recepción posterior a su lanzamiento
Los comentarios sobre este juego de la saga son en general favorables. Los jugadores han elogiado los gráficos del juego, que son bastante buenos. Sin embargo, hay jugadores a los que la campaña se les vuelve un poco pesada al tener que estar cerrando las llamadas "rifts" o grietas durante todo el juego.
Otra queja bastante extendida es la duración de la campaña, demasiado corta para algunos (hablando de la campaña principal) y con poco argumento. 
El combate, comparándolo con los anteriores juegos de la saga Dragon Age, es mucho más cercano al segundo juego, lejos del combate táctico del primero. Otro cambio importante que vemos es la oportunidad de jugar en Ferelden como en Orlais. El sistema de Códices ha cambiado pero no para bien, los códices han empeorado, reduciendo su contenido.

## Secuela
En octubre de 2024 se lanzó Dragon Age: The Veilguard, título que continúa la saga.